# Airco DH.10
O Airco DH.10 (também conhecido como DH.10 Amiens), foi um bombardeiro bimotor médio britânico projetado e usado logo antes do fim da Primeira Guerra Mundial. Ele foi usado durante um curto período pela RAF.

## Projeto e desenvolvimento
Ele era um biplano bimotor projetado por Geoffrey de Havilland para atender os requisitos da especificação Air Board Specification A.2.b de um bombardeiro diurno. Esse modelo foi uma evolução do Airco DH.3, que voou em 1916, mas foi rejeitado pelo Departamento de Guerra devido à crença de que os bombardeios estratégicos seriam ineficazes e os bimotores impraticáveis.
O primeiro protótipo voou em 4 de Março de 1918, impulsionado por dois motores Siddeley Puma de 230 HP cada, montados como "pushers". Quando foi avaliado pela RAF, a performance desse protótipo ficou muito abaixo do esperado, atingido apenas 145 km/h a 4.572 m com a carga útil de bombas prevista, comparado como os esperados 180 km/h. Devido a esta baixa performance, o DH.10 foi reprojetado com motores mais potentes e na configuração mais convencional de motores de "tração".
O segundo protótipo, conhecido como Amiens Mark II era impulsionado por dois motores Rolls-Royce Eagle VIII de 360 hp cada, e voou pela primeira vez em Abril de 1918, superando o DH.9A mesmo carregando o dobro do carregamento de bombas. A baixa produção do motor Eagle impediu que o Amiens Mark II fosse colocado em produção, mas ele serviu como banco de provas para o modelo definitivo, o Amiens Mark III, que era impulsionado por dois motores Liberty L-12 de 395 hp cada, que estavam disponíveis em grande quantidade. Depois da avaliação bem sucedida, grandes encomendas foram feitas, num total de 1.291 unidades.

## Histórico operacional
A primeira entrega de modelos DH.10 foi para o Esquadrão 104 da RAF em Novembro de 1918, tendo voado uma única missão de bombardeio em 10 de Novembro de 1918 antes do armistício que encerrou a Primeira Guerra Mundial.
Depois da Guerra, o Esquadrão 120 equipado com modelos DH.10, fez uso deles para um serviço de correio para o Exército de Ocupação Britânico no Reno.
O DH.10 também foi usado pelo Esquadrão 97 (mais tarde renumerado para Esquadrão 60) que foi deslocado para a Índia, dando suporte e garantia à Fronteira Noroeste da Índia britânica, sendo utilizados em operações de bombardeio na Terceira Guerra Anglo-Afegã.
O DH.10 também foi usado pelo Esquadrão 216 no Egito, num serviço de correio entre a cidade do Cairo e Bagdá, a partir de 23 de Junho de 1921.

## Variantes
| Variante    | Característica | Qtd. produzida |
| ----------- | --- | -------------- |
| Amiens I    | Protótipo equipado com dois motores Puma em configuração propulsora                                                | 1              |
| Amiens II   | Protótipo equipado com dois motores Rolls-Royce Eagle em configuração tratora                                      | 1              |
| Amiens III  | Variante de produção principal com motores Liberty L-12 montados nas metades da envergadura das asas               | 221            |
| Amiens IIIA | Modificação do Mark III com motores nas asas de baixo em vez do padrão, conhecido como DH.10A                      | 32             |
| Amiens IIIC | Versão equipada com motores Roll-Royce Eagle ou em caso de escassez motores Liberty, também conhecidos como DH.10C | 5              |